# Adnan
`Adnane (arabe : عَدْنَان) est, selon la généalogie de Mahomet finalisé par Ibn al-Kalbi vers 800, l'ancêtre des Arabes du nord (mousta'ribah ou al-Adnani). Ce nom est connu de deux inscriptions nabatéenne et thamudique mais est absent de la poésie préislamique. Il est aussi très rare dans la littérature musulmane ancienne. Pour Caskel, ce nom a une origine préislamique. 
Adnan serait né en 122 avant l'ère chrétienne et serait le fils de Oudoud, descendant de Nebaioth (en) fils d'Ismaïlet donc petit-fils d'Ibrahim.

## Arbre généalogique
- -122 – Adnân (عدنان بن أد)
- -89 – Ma'ad (en) (معد)
- -56 – Nizar (ar) (نزار)
- -23 – Mudar (en) (مضر)
- 10 – Ilyâs (ar) (إلياس)
- 43 – Mudrika (ar) (مدركة)
- 76 – Khuzayma (ar) (خزيمة)
- 109 – Kinâna (ar) (كنانة)
- 142 – Al-Nadr (ar) (النضر)
- 175 – Malik (ar) (مالك)
- 208 – Fihr (فهر (Ou Quraych))
- 241 – Ghalib (ar) (غالب)
- 274 – Lou'ay (ar) (لؤي)
- 307 – Ka`b (ar) (كعب)
- 340 – Mourra (ar) (مرة)
- 373 – Kilab (en) (كلاب)
- 406 – Qusay (قصي)
- 439 – Abd Manâf (عبد مناف)
- 472 – Hâchim (هاشم)
- 505 – Abd al-Muttalib (عبد المطلب)
- 538 – Abdullah (عبد الله)
- 570 – Mouhammed (Mahomet) (محمد)